# Bruder Andrew

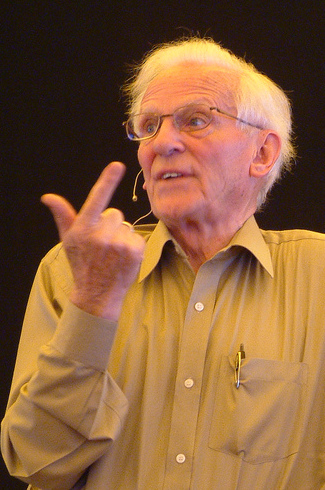
Bruder Andrew 2007

Anne van der Bijl, genannt Bruder Andrew (* 11. Mai 1928 in Sint Pancras, Niederlande; † 27. September 2022 in Harderwijk, Niederlande), war ein evangelischer Missionar und Gründer der Organisation Open Doors. Bekannt wurde er durch den Schmuggel von Bibeln in den Ostblock während des Kalten Krieges, der ihm den Spitznamen „Schmuggler Gottes“ einbrachte.

## Herkunft und Bekehrung
Anne van der Bijl wurde als viertes von sechs Kindern eines schwerhörigen Hufschmiedes geboren. Kurz nach dem Zweiten Weltkrieg trat er 1946 der Kolonialarmee von Niederländisch-Indien bei, die vergeblich versuchte, die indonesische Unabhängigkeitsbewegung niederzukämpfen. 1949 wurde Indonesien unabhängig.
In seinem Buch „Der Schmuggler Gottes“ berichtet er, dass er als Soldat schweren emotionalen Belastungen ausgesetzt gewesen sei und schließlich 1949 am Fußknöchel verwundet wurde. Während seiner Rehabilitation las er ausgiebig die Bibel und bekehrte sich zum christlichen Glauben. Von 1953 bis 1955 studierte er am Bible Training Institute (heute International Christian College) in Glasgow, Schottland. 1958 heiratete er in Alkmaar seine Frau Cornelia, die er „Corrie“ nannte (nach Corrie ten Boom). Sie bekamen fünf Kinder.

## Reisen in kommunistische Länder
Im Juli 1955 besuchte van der Bijl die Volksrepublik Polen, „um zu sehen, wie es meinen Brüdern geht“. Damit meinte er die Untergrundkirche. Er reiste mit einer Gruppe zu einem kommunistischen Jugendfestival, um legal im Land bleiben zu können. In dieser Zeit begegnete ihm ein Bibelvers als persönlicher Auftrag: „Werde wach und stärke, was noch übrig ist, was schon im Sterben lag.“ (Offb 3,2 ). Dieser Ruf führte ihn in verschiedene kommunistisch regierte Länder, in denen Christen verfolgt wurden, hinter den „Eisernen Vorhang“.
1957 fuhr van der Bijl in einem VW Käfer von den Niederlanden aus in die sowjetische Hauptstadt Moskau. Weil er darin eine größere Menge Bibeln und geistliche Literatur transportieren konnte, hatte ihm ein älteres Paar, das ihn unterstützte, sein neues Auto zur Verfügung gestellt. Der „Käfer“ sollte später ein Symbol der von ihm gegründeten Organisation Open Doors werden. Obwohl ihm bewusst war, dass die Einfuhr religiöser Literatur in einigen Ländern, die er besuchte, streng verboten war, platzierte er das Material in Grenz- und Polizeikontrollen oft deutlich sichtbar, um sein Vertrauen in Gottes Schutz auszudrücken.
In den 1960er Jahren reiste er in die Volksrepublik China, nachdem die Kulturrevolution ein feindliches Klima gegen das Christentum und andere Religionen geschaffen hatte, in der Zeit des sogenannten Bambusvorhangs. Als in der Tschechoslowakei die Unterdrückung des Prager Frühlings durch die Rote Armee 1968 der relativen Religionsfreiheit ein Ende setzte, fuhr er dorthin, um Glaubensgenossen zu ermutigen und Bibeln an russische Soldaten zu verteilen. Gleichfalls in die 60er Jahre fallen seine ersten Besuche in Kuba nach der dortigen Revolution.

### Der Schmuggler Gottes
1967 erschien die erste Auflage seines Buches „God’s Smuggler“ (deutsch „Der Schmuggler Gottes“) in Zusammenarbeit mit John und Elizabeth Sherrill. Darin erzählt er die Geschichte seiner Kindheit, seiner Bekehrung und seine Erlebnisse als Bibelschmuggler hinter dem „Eisernen Vorhang“. Das Buch wurde in mehrere Sprachen übersetzt und insgesamt über 10 Millionen Mal verkauft. Die deutsche Übersetzung erschien erstmals 1977 und ging überarbeitet und mit Originalfotos versehen 2014 in die 21. Gesamtauflage (in der deutschen Übersetzung auch „2. Auflage 2014“ genannt).
Mit der Herausgabe seines Buches wurde zwar sein Anliegen gefördert, Christenverfolgung publik zu machen, doch konnte er dadurch nicht mehr selber direkt im Schmuggel tätig werden. Er verlegte sich nun auf die Ausweitung der Organisation auf Lateinamerika. Bei einem Flugzeugunfall 1971 wurde er schwer verletzt. Während der 1970er Jahre baute er Basen in Afrika und Asien auf, und 1981 wurden wegen des immensen Bedarfs in einer Großaktion mit dem Namen Project Pearl („Projekt Perle“) eine Million Bibeln per Schiff in die Volksrepublik China geschmuggelt.

## Afrika und Naher Osten
Als 1976 mehrere afrikanische Staaten unter atheistische Führung kamen, schrieb er das Buch Battle for Africa (deutscher Titel „Kampf um Afrika“) über den geistlichen Kampf auf diesem Kontinent und rief in Versammlungen örtliche christliche Leiter auf, ihre Gemeinden zu stärken. Auch besuchte er mehrmals den vom dortigen Bürgerkrieg zerrissenen Libanon und behauptete: „Der globale Konflikt in der Endzeit wird sich auf Israel und seine Nachbarstaaten konzentrieren.“
Nach dem Zusammenbruch des Ostblocks wandte Bruder Andrew seine Aufmerksamkeit ganz auf den Nahen Osten und die islamische Welt, wo er sich für die Unterstützung der örtlichen Christen einsetzte. 1995 gab van der Bijl den Vorsitz von „Open Doors“ ab und wurde 1997 von der World Evangelical Fellowship als „legendär“ geehrt.

### „Licht zwischen den Fronten“
In den 1990er-Jahren besuchte van der Bijl den Nahen Osten häufiger. In seinem Buch Light Force (deutscher Titel „Licht zwischen den Fronten“) berichtet er über die arabischen Gemeinden im Libanon, Israel und den Palästinensergebieten, die große Freude über den Besuch eines Mitchristen aus dem Ausland ausdrückten, weil sie sich von den Kirchen in der westlichen Welt weitgehend ignoriert fühlen.
Seinem Buch nach besuchte er auch einige Palästinenser, die der Staat Israel als mutmaßliche Terroristen in eine isolierte Gebirgslandschaft deportiert hatte, und predigte ihnen das Evangelium. Zusammen mit seinem Begleiter Al Janssen besuchte er auch PLO- und Hamas-Führer einschließlich Ahmad Yasin und Jassir Arafat, händigte ihnen Bibeln aus und stellte ihre militanten Motive im Konflikt mit dem Staat Israel in Frage.
Schließlich stellt er in diesem Buch ein Projekt namens Musalaha vor (arabisch für „Versöhnung“), das versucht, Israelis und Palästinenser einander näherzubringen.

## Ehrungen
- 1993 wurde er von Königin Beatrix der Niederlande zum Ritter geschlagen.
- 1997 erhielt er den Religious Liberty Award der Weltweiten Evangelischen Allianz als Anerkennung seines lebenslangen Einsatzes für verfolgte Christen und seiner Leidenschaft für die Verbreitung des Evangeliums.[3]
- 2014: Stephanus-Preis für seinen Einsatz für verfolgte und benachteiligte Christen.[4]

## Werke
Die Werke erschienen im Original unter dem Pseudonym „Brother Andrew“, deutsch unter „Bruder Andrew“.
- 1967: God’s Smuggler (mit J. und E. Sherrill), deutsch 1977: Der Schmuggler Gottes. 14. Auflage, Wuppertal: R. Brockhaus, Februar 2007, ISBN 3-417-20875-0 (früher ISBN 3-417-20291-4). 2. Auflage 2014 (21. Gesamtauflage): SCM Hänssler im SCM-Verlag GmbH & Co. KG, Holzgerlingen, ISBN 978-3-7751-5390-4.
- 1974: The Ethics of Smuggling. Tyndale House Publishers.
- 1976: Battle for Africa (mit Charles Paul Conn), deutsch: Kampf um Afrika. Was uns die Presse verschweigt. Wuppertal: R. Brockhaus, 1978, ISBN 3-417-12167-1
- 1990: And God changed His mind (mit Susan DeVore Williams), deutsch:
  - Da änderte Gott seine Absichten ....weil sein Volk zu beten wagte. Offene Grenzen, 1998, ISBN 3-9520707-0-X
  - Gott versetzt Berge – wenn wir ihn bitten. Erfahrungen des „Schmuggler Gottes“ mit der Macht des Gebets. Gießen: Brunnen, 2005, ISBN 3-7655-1363-6 (Taschenbuch: ISBN 3-7655-3897-3)
- 1995: Personally yours, deutsch: Für Sie persönlich. 40 Botschaften aus 40 Jahren Dienst für die verfolgte Kirche. Offene Grenzen, 1995, ISBN 3-9520707-2-6
- 2001: The Narrow Road. Stories of Those Who Walk This Road Together. Baker Publishing Group, ISBN 0-8007-5793-9
- 2002: The Calling (mit Verne Becker), deutsch: Der Auftrag. Die unvergleichliche Geschichte eines Weltveränderers. Erzhausen: Leuchter-Edition, 2003, ISBN 3-417-20628-6
- 2004: Light Force (mit Al Janssen), deutsch: Licht zwischen den Fronten. Neues vom Schmuggler Gottes. Gießen: Brunnen, 2005, ISBN 3-7655-1878-6 (Taschenbuch: ISBN 3-7655-3898-1)
- 2007: Secret Believers: What Happens When Muslims Turn to Christ? (mit Al Janssen), deutsch: Verräter ihres Glaubens: Das gefährliche Leben von Muslimen, die Christen wurden. Gießen: Brunnen, 2008, ISBN 3-7655-4019-6